# Muriel Montossey
Muriel Montossé (connue sous le nom Muriel Montossey) est une actrice française née le 27 juin 1955. Après avoir essentiellement travaillé dans le cinéma d'exploitation, elle a été sociétaire pendant 5 ans dans l'émission La Classe sur France 3. Elle a également tourné dans de nombreux films et séries.

## Biographie
Fille des propriétaires des "Chaussures Montossé" au Perreux-sur-Marne, elle passe son enfance et son adolescence dans plusieurs institutions religieuses : Notre-Dame de France (face à la gare de Malakoff), Notre-Dame du Bel-Air à Monfort-l'Amaury, et Carcado-Saisseval, lycée privé du 121 boulevard Raspail à Paris.
Après avoir suivi les Cours Florent, Muriel Montossey commence sa carrière en 1979 avec Jess Franco qu'elle retrouve ensuite à cinq reprises. Certaines sources affirment qu'elle a fait ses débuts en 1976 sous le nom de Nanda van Bergen. C'est faux. Nanda van Bergen est une autre actrice des Pays-Bas. Au cinéma, elle fait l'essentiel de sa carrière dans des films de sexploitation. Elle tourne dans Coup de tête de Jean-Jacques Annaud avec Patrick Dewaere.
Dans les années 1980, elle travaille aussi pour la télévision et on la voit dans des séries comme Les Dames à la licorne ou Châteauvallon. L'émission qui la rend célèbre est La Classe sur FR3 à laquelle elle participe de 1987 à 1993. Elle s'impose au public dans son personnage de « Muriel-monte-au-ciel », égérie blonde et sexy de la troupe. Sa popularité lui donne l'occasion de s'essayer à la chanson et d'enregistrer quelques 45 tours.
À partir du 12 septembre 1992, elle présente sur France 3 Nord-Picardie avec Michel Pruvot Sur un air d'accordéon. En raison de son succès, en décembre 1992 l'émission est diffusée nationalement le samedi à partir de 17h25.
Le décès en mai 1993 de Laura-Charlotte, sa fille de 17 mois qu'elle avait eue avec Guy Lux, porte un coup d’arrêt à sa carrière. Elle a beaucoup de mal à s’en remettre et c’est le théâtre qui la sauve, notamment une tournée avec Jean Lefebvre, ainsi que la naissance de son fils Marc-Antoine en 1995 qu'elle a eu avec un ami de longue date pour combler son mal d'enfant. Aujourd’hui, elle continue d’évoluer dans le milieu théâtral, elle est même l’auteur d’une pièce à l'affiche en 2010-2011 qui a connu un certain succès Le choc d’Icare. Elle participe à la vie associative de sa région en faisant découvrir le théâtre aux écoliers de Dreux.
Elle apparaît dans l'émission diffusée le 12 septembre 2012, On n'demande qu'à en rire .
Son nom s'orthographie à tort Montossey. Son vrai nom est Montossé. C'est elle-même qui a introduit la seconde orthographe car elle en avait assez que l'on ne prononce pas le "é" final[réf. souhaitée].

## Filmographie

### Cinéma
- 1975 : Quand les épouses sont absentes - عندما تغيب الزوجات - au Liban avec Duraid Lahham et Liz Sarkissian, de Marwan Akkawi[réf. nécessaire]
- 1978 : Les réformés se portent bien, de Philippe Clair
- 1979 : Coup de tête, de Jean-Jacques Annaud : Mme Bercot
- 1979 : Les Givrés, d'Alain Jaspard : la secrétaire du ministre
- 1979 : Photos scandale, de Jean-Claude Roy : Carla
- 1979 : Fascination, de Jean Rollin : Anita
- 1979 : Les Borsalini, de Michel Nerval : auto-stoppeuse aux seins nus
- 1980 : Deux Espionnes avec un petit slip à fleurs, de Jesús Franco : complice de Forbes
- 1980 : Les Contes de La Fontaine, de José Bénazéraf : Mme Bon
- 1980 : Son corps pour un chantage, de Henri Sala : Colette (comme Anna Marc)
- 1980 : Séduisante Otage, de Henri Sala : Armande
- 1980 : Je fais où on me dit, de Jean Luret
- 1980 : Voulez-vous un bébé Nobel ?, de Robert Pouret
- 1980 : Chasseurs d'hommes / Chasseur de l'enfer (Jungfrau unter Kannibalen), de Jesús Franco : fille sur le yacht (comme Victoria Adams)
- 1981 : Le Village en folie, de Maxime Debest : Isabelle, la fille du maire (comme Anna Marc)
- 1981 : Vacances déchaînées, de Maxime Debest : Elisa (comme Anna Marc)
- 1981 : Aberraciones sexuales de una mujer casada, de Jesús Franco : Emma Fangas (comme Victoria Adams)
- 1981 : Quartet, de James Ivory : Marjorie
- 1981 : Belles, blondes et bronzées, de Max Pécas : une miss
- 1981 : La Maison Tellier, de Pierre Chevalier : une pensionnaire
- 1982 : Paradis pour tous, d'Alain Jessua : malade psychiatrique
- 1982 : Las Orgias inconfesables de Emmanuelle, de Jesús Franco : Emmanuelle (comme Vicky Adams)
- 1983 : Erotica mon amour, de Henri Sala : Irène (comme Anna Marc)
- 1983 : Cecilia, de Jesús Franco et Olivier Mathot : Cécilia
- 1983 : Attention ! Une femme peut en cacher une autre, de Georges Lautner : la panseuse
- 1984 : Mesrine, de André Génovès : fiancé de François Besse
- 1984 : Béruchet dit la Boulie, de Béruchet : la psychiatre
- 1984 : Pièges aux belles (Beauty Trap), d'Olivier Mathot : Marilyn
- 1984 : L'Affamée du plaisir, de Jean Luret : Patricia (comme Muriel Masset)
- 1985 : Brigade des mœurs, de Max Pécas : Monique
- 1985 : Sale jeu à Casablanca (Juego sucio en Casablanca), de Jesús Franco : Shirley Webster (comme Silvia Montez)
- 1985 : Las Chicas del tanga, de Jesús Franco : Muriel (comme Silvia Montez)
- 1986 : El abuelo, la condesa y Escarlata la traviesa, de Jesús Franco : (comme Victoria Adams)
- 1987 : Les Oreilles entre les dents, de Patrick Schulmann : Lise, deuxième victime
- 1989 : Radio Corbeau, d'Yves Boisset : secrétaire Monique
- 1991 : À la poursuite de Barbara, de Jean Rollin et Jesús Franco
- 2017 : Votez pour moi de Jean-Pierre Mocky : Madame Fitoussi
- 2020 : Parents d'élèves de Noémie Saglio : la nourrice
- 2022 : Tous flics ! de Jean-Pierre Mocky : Eva

### Télévision
- 1981 : L'amie d'enfance - un épisode de la série télévisée Commissaire Moulin : Béatrice
- 1981 : Non lieu de Bruno Gantillon : médecin
- 1982 : Les Dames à la licorne de Lazare Iglesis : servante Brigid
- 1985 : Châteauvallon de Serge Friedman, Paul Planchon et Emmanuel Fonlladosa : Gabrielle Berg
- 1985 : Rien que la vérité- un épisode de la série télévisée Julien Fontanes, magistrat : Irène
- 1987-1993 : La Classe, émission produite par Guy Lux pour FR3 (puis France 3) : sociétaire
- 1988 : Vivement lundi !, série télévisée : Marilyne
- 1988 : La fée carabine - un épisode de la série télévisée Série noire : infirmière

## Théâtre
- 1987 : Le Songe d’une nuit d’été, théâtre de la Porte-Saint-Martin
- 1989 : Mais qui est qui ?, théâtre des Nouveautés
- 1995 : Le Vison voyageur de Ray Cooney et John Chapman, mise en scène Patrick Guillemin, théâtre de la Michodière
- 2006 : La Paix du ménage  de Maupassant, théâtre Darius Milhaud
- 2010 : Pauvre France de Sam Bobrick et Ron Clark, mise en scène Bernard Menez et Fabrice Lotou, tournée
- 2011 : Le Choc d'Icare de Muriel Montossey, avec Muriel Montossey et Thierry Gibon, mise en scène Fabrice Lotou, théâtre de Nesle
- 2013 - 2014 : Une clé pour deux de John Chapman et David Freeman (en), mise en scène ; Michel Jeffrault, tournée
- 2015 : Œdipe à la folie du psychanalyste Joseph Agostini.

## Doublage
- Dallas : Michelle Stevens (VO : Kimberly Foster)
- Jem et les Hologrammes : Lindsay Pierce
- Gargoyles, le film : Princesse Katherine

## Discographie
- 1988 : Quelle classe il a (Master / Vogue 45 tours SP)
- 1989 : Je chante pour les enfants (Carrère 45 tours SP)
- 1990 : Moi je crois au père Noël (Carrère 45 tours SP)

## Publications
- "500 Fables" chez Hachette
- "L'école Interdite" chez Hachette
- "Le Choc d'Icare" éditions Ex Aequo
- "Jeux t'aime" éditions Ex Aequo